# Franz Lanters
Franz Lanters (* 6. März 1877 in Köln; † 3. Oktober 1956 in Koblenz) war ein deutscher Hafen- und Verkehrsdirektor. Nach der Einnahme von Koblenz durch amerikanische Truppen im Zweiten Weltkrieg war er 1945 für kurze Zeit der erste Nachkriegs-Oberbürgermeister von Koblenz.

## Leben und Beruf
Lanters war nach einer kaufmännischen Ausbildung in der Schifffahrtsabteilung eines Londoner Unternehmens tätig. Im Jahr 1910 wechselte er erst in die Hafendirektion von Köln, bevor er dann 1917 in Koblenz Hafen- und Verkehrsdirektor wurde. Den Moselhafen baute er zu einem wichtigen Umschlagplatz aus. Zur „Reichsausstellung Deutscher Wein“ 1925 setzte er sich für den Bau des Weindorfs Koblenz ein.
Nach der Machtergreifung der Nationalsozialisten 1933 wurde der verheiratete Lanters wegen eines angeblichen Verhältnisses mit einer Untergebenen denunziert. Die Nationalsozialisten griffen die Geschichte bereitwillig auf, weil sich mit Lanters ein langjähriges Mitglied der katholischen Zentrumspartei anprangern ließ. Die Beschuldigungen ließen sich jedoch nicht erhärten. Ein Dienststrafverfahren mit dem Ziel der Entlassung wurde dennoch gegen ihn eingeleitet, weil eine Kassenprüfung im Verkehrsamt geringere Unstimmigkeiten ergeben hatte. Das Verfahren wurde im Mai 1934 eingestellt. Lanters trat der NSDAP zum 1. August 1935 bei.
Wegen eines Augenleidens musste er 1937 in den Ruhestand treten. Nach Besserung seiner Krankheit übernahm er 1944 wieder das Amt des Hafen- und Verkehrsdirektor und baute die von den Luftangriffen zerstörten Hafenanlagen provisorisch wieder auf.

## Wirken als Koblenzer Oberbürgermeister

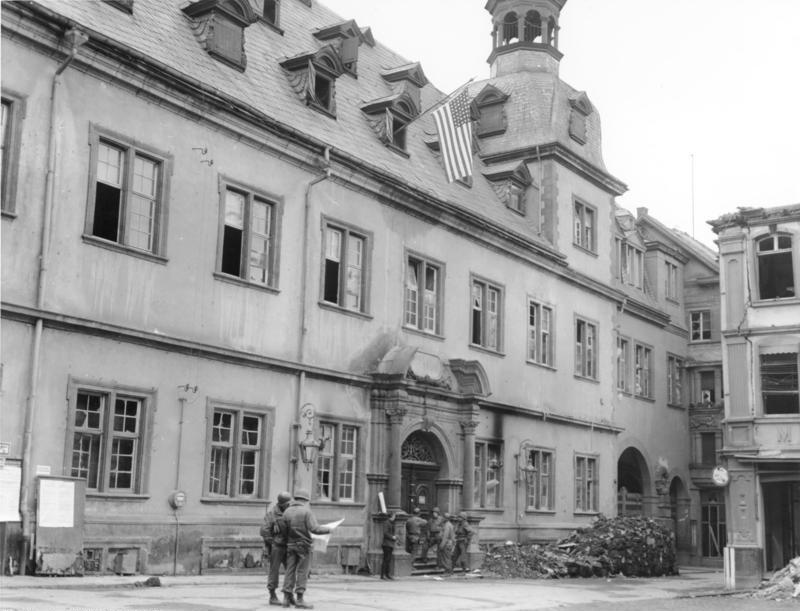
Das Rathaus von Koblenz mit gehisster amerikanischer Flagge, März 1945

Amerikanische Truppen erklärten Koblenz am 19. März 1945 für eingenommen. Lanters hielt sich zu dieser Zeit im Ostbunker des Kemperhofs auf, wo er sich zuvor einer Augenoperation unterzogen hatte. In fließendem Englisch trat er den Soldaten gegenüber und bat sie, die vier Koblenzer Krankenhäuser zu schützen sowie den Rest der Stadt zu schonen. Zusammen mit anderen Personen rief er von hier die in Koblenz verbliebenen deutschen Soldaten zur Aufgabe der Kampfhandlungen auf. Ein Oberst der 3. US-Armee ernannte ihn am 18. März 1945 zum Oberbürgermeister von Koblenz. Die rechtsrheinischen Teile von Koblenz wurden am 27. März 1945 von den Amerikanern eingenommen. In den folgenden drei Monaten seiner Amtszeit versah er seine Aufgabe unter größten Schwierigkeiten. Da ihm seine Augenerkrankung schwer zu schaffen machte, bat er die amerikanische Militärregierung um seine Entlassung. Nach anderen Informationen hatten die Amerikaner von seiner Mitgliedschaft in der NSDAP erfahren und setzten ihn deshalb ab.
Am 8. Juni 1945 folgte ihm Wilhelm Kurth im Amt des Oberbürgermeisters.